# Teulisna dasypyga
Teulisna dasypyga är en fjärilsart som beskrevs av Felder 1874. Teulisna dasypyga ingår i släktet Teulisna och familjen björnspinnare. Inga underarter finns listade i Catalogue of Life.